# 鑼聲若響
《鑼聲若響》（台語:Lô-siann nā hiáng），是臺灣戰後時期由林天來作詞、許石作曲的一首臺語流行歌曲，此曲原本是林天來作詞，以臺灣船員女友的心情角度，不同於以往歌曲的男性角度，描繪女子遠別愛人的辛酸。
據傳林天來原欲請知名的作曲與編曲家林禮涵譜曲，1955年林天來到正聲電臺探訪林禮涵，孰料林禮涵不在，林天來便把歌詞給了巧遇的許石，改請許石譜曲。
另一曲聞名全臺，風靡香港的《安平追想曲》也是由許石譜曲，發表後被改編為由楊麗花主演的同名廣播劇；而《安平追想曲》與《鑼聲若響》，被認為是許石用音樂加深臺灣歷史厚度的代表作。